# Yo-Yo Ma

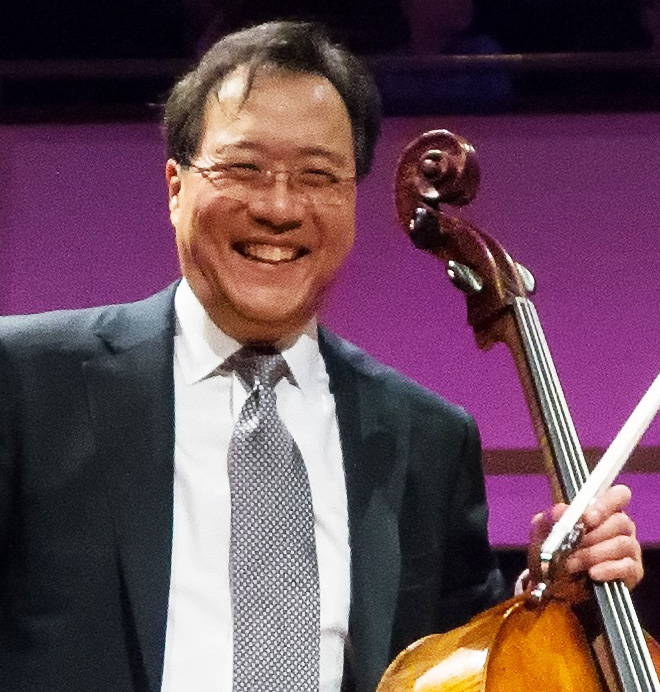
Yo-Yo Ma (2013)

Yo-Yo Ma (chinesisch 馬友友, Pinyin Mǎ Yǒuyǒu, Jyutping Maa5 Jau5jau5; * 7. Oktober 1955 in Paris) ist ein US-amerikanischer Cellist. Seine Diskografie umfasst mehr als 100 Alben, die ihm 18 Grammys einbrachten (Stand 2020). Er spielte am 29. November 1962 als Siebenjähriger auf Einladung von Präsident Kennedy im Weißen Haus.

## Leben
Yo-Yo Ma, Sohn der Hongkonger Sängerin Marina Lu und des Violinisten, Musik-Professors und Dirigenten Hiao-Tsiun Ma, begann mit dem Cellospiel als Vierjähriger. Als er sieben Jahre alt war, zog seine Familie nach New York City um, und mit acht Jahren trat er bereits mit Leonard Bernstein im US-amerikanischen Fernsehen auf. Bernstein vermittelte ihn auch zur Juilliard School, wo er Schüler von Leonard Rose wurde.

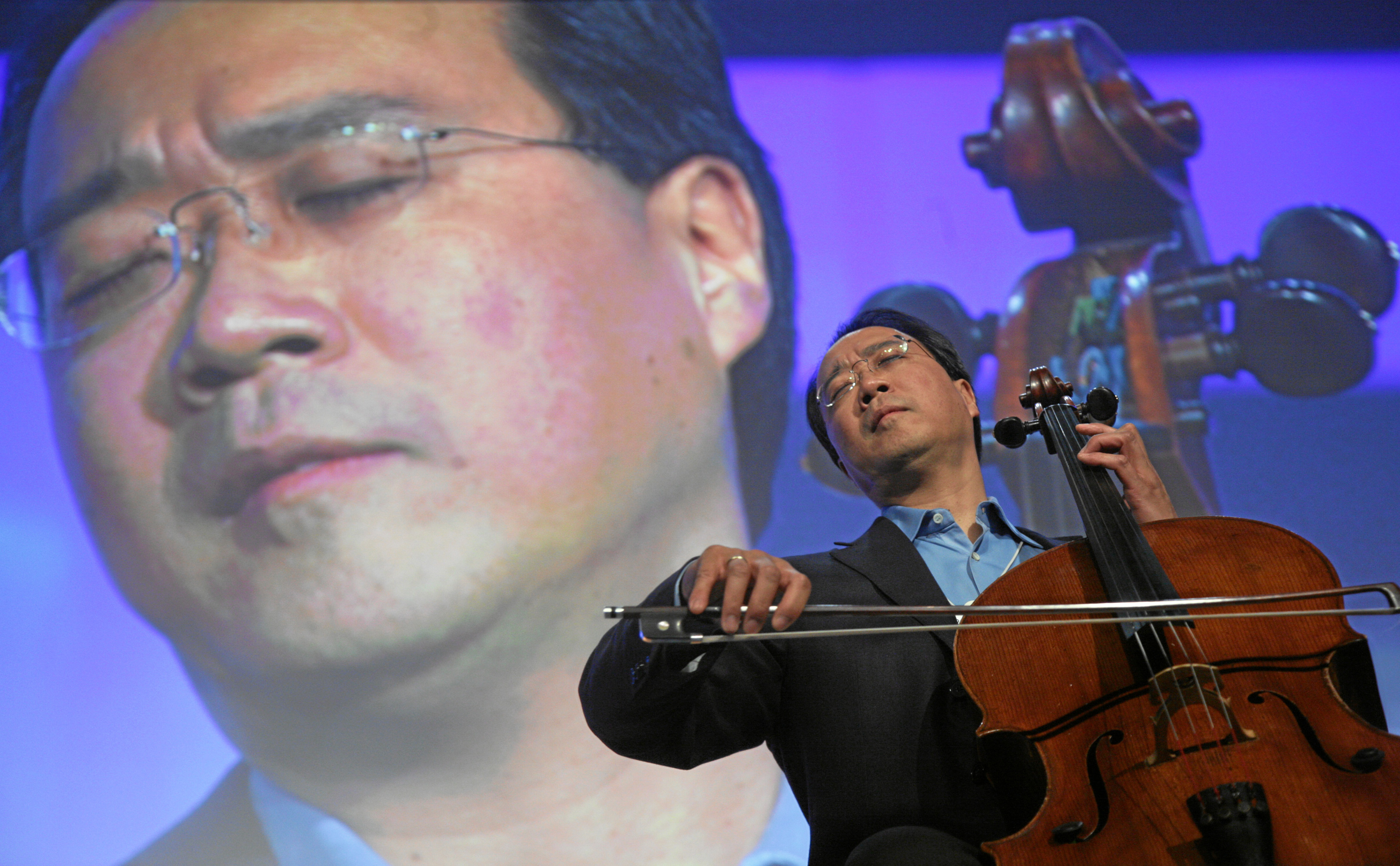
Yo-Yo Ma 2008 beim Weltwirtschaftsforum in Davos

Neben klassischer Musik veröffentlichte er auch Alben mit Bobby McFerrin und ein Album mit Tango-Stücken von Astor Piazzolla.
Im Jahr 1998 entwickelte Yo-Yo Ma die Idee, Musiker aus verschiedenen Kulturen zusammenzubringen. Er organisierte ein erstes Treffen mit Musikern aus den Ländern der historischen Seidenstraße. Aus diesem Projekt entstand im Jahr 2000 das Silkroad Ensemble mit Künstlern aus zahlreichen Ländern, die weltweit in vielfältigen Formationen auftreten und den kulturellen Reichtum ihrer verschiedenen Musiktraditionen vermitteln. Das Ensemble veröffentlicht Videos seiner Aktitiväten auf YouTube.
Ma begleitete am 20. Januar 2009 die Inaugurationsfeier von Barack Obama mit einem Quartett und einem von John Williams komponierten Stück, das Kompositionen von Aaron Copland enthielt. Am 29. August 2009 spielte er zu Ehren des verstorbenen Senators Edward Kennedy im Gottesdienst in Boston. 2011 nahm er gemeinsam mit Stuart Duncan, Edgar Meyer und Chris Thile das Album The Goat Rodeo Sessions auf. Im Jahr 2021 wurde eine Version des Liedes Biko von Peter Gabriel von dem Multimedia-Musikprojekt Playing for Change aufgenommen und zu Ehren des Black History Month veröffentlicht, 40 Jahre nach der ersten Veröffentlichung des Songs. Mehr als 25 Musiker aus sieben Ländern wirkten an der Aufnahme mit, darunter die beninische Sängerin und Aktivistin Angélique Kidjo, Yo-Yo Ma und die Bassistin Meshell Ndegeocello.
Yo-Yo Ma ist seit 1978 mit Jill Horner, einer ehemaligen Investmentbankerin und Kunstberaterin, verheiratet und hat zwei Kinder. Er spielt drei Celli: ein Instrument von Moes & Moes (2003), ein Cello von Domenico Montagnana (1733) und das „Dawidow“ von Stradivari (1712). Das Stradivari-Cello ist benannt nach Karl Juljewitsch Dawidow. Es befindet sich seit 1988 im Eigentum von LVMH; zuvor gehörte es Jacqueline du Pré.

## Diskografie

### Alben
| Jahr | Titel                                    | Höchstplatzierung, Gesamtwochen, AuszeichnungChartsChartplatzierungen (Jahr, Titel, Platzierungen, Wochen, Auszeichnungen, Anmerkungen) | Anmerkungen |
| Jahr | Titel                                    | US | Anmerkungen |
| ---- | ---------------------------------------- | --- | --- |
| 1992 | Hush                                     | US93 Gold · (18 Wo.)US | mit Bobby McFerrin                                                                                                 |
| 1999 | Appalachian Journey                      | US170 (2 Wo.)US | mit Edgar Meyer und Mark O’Connor                                                                                  |
| 2001 | Classic Yo-Yo                            | US180 (4 Wo.)US | |
| 2001 | Silk Road Journeys: When Strangers Meet  | US153 (4 Wo.)US | mit The Silk Road Ensemble                                                                                         |
| 2003 | Obrigado Brazil                          | US58 (14 Wo.)US | Erstveröffentlichung: 29. Juli 2003                                                                                |
| 2004 | Vivaldi’s Cello                          | US175 (4 Wo.)US | mit The Amsterdam Baroque Orchestra und Ton Koopman                                                                |
| 2004 | Yo-Yo Ma Plays Ennio Morricone           | US171 (2 Wo.)US | Erstveröffentlichung: 28. September 2004 mit Roma Sinfonietta Orchestra (Morricone)                                |
| 2005 | Memoirs of a Geisha                      | US163 (1 Wo.)US | Erstveröffentlichung: 22. November 2005 Soundtrack zum Film Die Geisha mit John Williams und Itzhak Perlman        |
| 2007 | Appassionato                             | US79 (5 Wo.)US | Erstveröffentlichung: 8. Januar 2007                                                                               |
| 2007 | New Impossibilities                      | US152 (1 Wo.)US | Erstveröffentlichung: 2. Juni 2007 mit The Silk Road Ensemble und Chicago Symphony Orchestra (Miguel Harth-Bedoya) |
| 2008 | Yo-Yo Ma & Friends: Songs of Joy & Peace | US20 Gold · (17 Wo.)US | Erstveröffentlichung: 14. Oktober 2008                                                                             |
| 2011 | The Goat Rodeo Sessions                  | US18 (13 Wo.)US | Erstveröffentlichung: 24. Oktober 2011 mit Stuart Duncan, Edgar Meyer und Chris Thile                              |
| 2015 | Songs from the Arc of Life               | US137 (1 Wo.)US | Erstveröffentlichung: 18. September 2015 mit Kathryn Stott                                                         |
| 2017 | Bach Trios                               | US141 (1 Wo.)US | Erstveröffentlichung: 7. April 2017 mit Edgar Meyer und Chris Thile                                                |

Weitere Alben
- 1980: Saint-Saëns: Carnival of the Animals (Chamber Version) (mit Philippe Entremont und Gaby Casadesus)
- 1980: Cello Concertos (mit Lorin Maazel und Orchestre National de France)
- 1980: Tripelkonzert C-Dur Op. 56 für Klavier, Violine und Violoncello (Tripelkonzert) (Beethoven: mit Berliner Philharmoniker, Mark Zeltser, Anne-Sophie Mutter, Herbert von Karajan)
- 1982: Sonatas Nos. 1 & 2 (Beethoven: mit Emanuel Ax)
- 1983: The Unaccompanied Cello Suites / Suiten für Violoncello / Les Suites Pour Violoncelle Seul – Vol. 1, Suites Nos. 1 & 2 (Bach)
- 1983: The Unaccompanied Cello Suites Vol. 2 – Suites Nos. 3 & 4 (Bach)
- 1983: The Unaccompanied Cello Suites Vol. 3 Suites Nos. 5 & 6 (Bach)
- 1983: The Six Unaccompanied Cello Suites / 6 Suiten für Violoncello / Les 6 Suites Pour Violoncelle Seul (komplett) (Bach)
- 1983: Sonatas for Viola da Gamba & Harpsichord (Bach: mit Kenneth Cooper)
- 1983: Cello Concerto No. 1 (Shostakovich: mit Ormandy und Philadelphia Orchestra)
- 1983: Saint-Saëns, Lalo: Cello Concertos
- 1983: Kreisler, Paganini: Works
- 1984: Japanese Melodies
- 1984: Quintet, Op. 163, D. 956 (C Major) (Schubert: mit Cleveland Quartet)
- 1984: Haydn: Three Favorite Concertos -- Cello, Violin and Trumpet Concertos
- 1984: Beethoven: Cello Sonatas Nos. 3 and 5
- 1984: Bolling: Suite for Cello and Jazz Piano Trio
- 1984: Shostakovich, Kabalevsky: Cello Concertos
- 1985: Sonatas for Cello and Piano (Brahms: mit Emanuel Ax)
- 1985: Divertimento, K. 563 (Mozart: mit Gidon Kremer und Kim Kashkashian)
- 1985: Elgar, Walton: Cello Concertos (mit London Symphony Orchestra und André Previn)
- 1985: Strauss: Don Quixote; Schoenberg: Cello Concerto (mit Seiji Ozawa, Boston Symphony Orchestra, Strauss, Schoenberg)
- 1986: Dvořák: Cello Concerto, Op. 104 / Rondo, Op. 94 / Waldesruhe, Op. 68 No. 5 (mit Berliner Philharmoniker und Lorin Maazel)
- 1986: Beethoven: Cello Sonata No. 4; Variations
- 1986: Haydn: Cello Concertos
- 1987: Concerto for Cello & Orchestra, G. 482 / Symphonie Concertante for Violin, Cello & Orchestra / Grand Overture (Symphony) for Double Orchestra Op. 18, No. 1 (Boccherini, J. C. Bach, Saint Paul Chamber Orchestra, Pinchas Zukerman)
- 1987: Schubert: Quartet No. 15, D.887; Mozart: Adagio & Fugue K.546 (mit Kim Kashkashian, Daniel Phillips, Gidon Kremer)
- 1987: Beethoven: Complete Cello Sonatas
- 1987: Boccherini: Cello Concerto; J.C. Bach: Sinfionia Concertante
- 1987: Mozart: Adagio and Fugue in C Minor; Schubert: String Quartet No. 15
- 1988: Shostakovich: Piano Trio No. 2; Cello Sonata
- 1988: Dvořák: Piano Trios
- 1988: Schumann: Cello Concerto; Adagio and Allegro; Fantasiestucke; more (Colin Davis conducting Symphonieorchester des Bayerischen Rundfunks)
- 1988: Brahms: Double Concerto; Piano Quartet No. 3
- 1989: Symphony No. 5 / Cello Concerto No. 1 (Shostakovich: mit New York Philharmonic und Leonard Bernstein, Philadelphia Orchestra und Eugene Ormandy)
- 1989: Anything Goes (mit Stéphane Grappelli)
- 1989: Great Cello Concertos: Dvořák, Elgar, Haydn, Saint-Saëns, Schumann
- 1989: R. Strauss, Britten: Cello Sonatas (mit Emanuel Ax)
- 1989: Shostakovich: Quartet No.15; Gubaidulina: Rejoice
- 1989: The Japanese Album
- 1989: Portrait of Yo-Yo Ma
- 1989: Barber: Cello Concerto; Britten: Symphony for Cello andamp; Orchestra
- 1990: Saint-Saëns Concertos (mit Cecile Licad und Cho-Liang Lin)
- 1990: Claudio Abbado – Brahms – Double Concerto ; Berg – Chamber Concerto
- 1990: Brahms: The Piano Quartets
- 1990: A Cocktail Party
- 1990: Mozart: Serenade, K.361; Sonata for Bassoon and Cello, K.292
- 1990: Strauss: Don Quixote; Die Liebe der Danae
- 1991: Tchaikovsky Gala in Leningrad (mit Jessye Norman, Itzhak Perlman, Leningrad Philharmonic*, Yuri Temirkanov)
- 1991: Rachmaninoff, Prokofiev: Cello Sonatas
- 1991: Brahms: Double Concerto; Berg: Chamber Concerto
- 1991: Saint-Saëns: Cello Concerto No. 1; Piano Concerto No. 2; Violin Concerto No. 3
- 1992: Sonatas for Cello and Piano (Brahms: mit Emanuel Ax)
- 1992: Brahms: String Sextets Opp. 18 & 36 (mit Stern, Lin, Laredo, Tree und Robinson; 2 CDs)
- 1994: Immortal Beloved (Beethoven: mit Sir Georg Solti, Emanuel Ax, Pamela Frank, Gidon Kremer, Murray Perahia und London Symphony Orchestra)
- 1994: Beethoven / Schumann Piano Quartets (Beethoven/Schumann: mit Stern, Laredo und Ax)
- 1994: The New York Album (mit Baltimore Symphony Orchestra und David Zinman)
- 1995: Triple Concerto, Choral Fantasy (Beethoven: mit Itzhak Perlman und Daniel Barenboim)
- 1995: Concertos from the New World (Dvořák / Herbert: mit New York Philharmonic und Kurt Masur)
- 1996: Appalachia Waltz (mit Edgar Meyer und Mark O’Connor)
- 1996: Premieres – Cello Concertos (mit Philadelphia Orchestra, David Zinman, Danielpour, Kirchner und Rouse)
- 1996: Fire Water Paper: A Vietnam Oratorio (mit Goldenthal, Panagulias, Maddalena, Pacific Symphony Orchestra und St. Clair)
- 1996: Quintets (Schubert, Boccherini, Stern, Lin, Laredo, Ma, Robinson)
- 1997: Soul of the Tango (The Music of Astor Piazzolla) (mit Astor Piazzolla; US: ×2Doppelplatin (Latin) )
- 1997: The Cello Suites: Inspired by Bach
- 1997: The Concertos (Goldschmidt: mit Sabine Meyer und Chantal Juillet)
- 1997: Symphony 1997 (Tan Dun)
- 1998: The Protecting Veil / Wake Up… and Die
- 1999: Solo
- 1999: Simply Baroque (mit Ton Koopman und The Amsterdam Baroque Orchestra)
- 2000: Phantasmagoria (John Corigliano: mit Emanuel Ax und James Tocco)
- 2000: Appalachian Journey (mit Edgar Meyer und Mark O’Connor)
- 2001: Cello Suite Nos. 1, 5 & 6 (Bach)
- 2001: Mozart (mit Gidon Kremer und Kim Kashkashian)
- 2001: Heartland: An Appalachian Anthology
- 2002: Yo-Yo Ma Plays the Music of John Williams
- 2002: Meyer – Bottesini: Concertos (Edgar Meyer mit Joshua Bell, Yo-Yo Ma, The Saint Paul Chamber Orchestra und Hugh Wolff)
- 2002: Naqoyqatsi: Original Motion Picture Soundtrack (mit Philip Glass)
- 2003: Paris – La belle époque
- 2004: Silk Road Journeys: Beyond the Horizon (mit The Silk Road Ensemble)
- 2004: Obrigado Brazil Live in Concert
- 2004: The Dvořák Album
- 2006: The Six Unaccompanied Cello Suites (Bach)
- 2006: U. S. Winter Tour: Madison, WI. Overture Hall (mit The Silk Road Ensemble)
- 2008: Crouching Tiger, Hidden Dragon – Film + Soundtrack (mit Tan Dun)
- 2010: Piano Trios Op. 49 & 66 (Mendelssohn: mit Emanuel Ax und Itzhak Perlman)
- 2013: A Playlist without Borders (mit The Silk Road Ensemble)
- 2018: Six Evolutions – Bach: Cello Suites
- 2022: A Gathering of Friends (Musik komponiert und dirigiert von John Williams, mit New York Philharmonics, Pablo Sáinz-Villegas, Jessica Zhou)

### Singles
| Jahr | Titel Album                                                                          | Höchstplatzierung, Gesamtwochen, AuszeichnungChartsChartplatzierungen (Jahr, Titel, Album, Platzierungen, Wochen, Auszeichnungen, Anmerkungen) | Anmerkungen                                                               |
| Jahr | Titel Album                                                                          | CH | Anmerkungen                                                               |
| ---- | ------------------------------------------------------------------------------------ | --- | ------------------------------------------------------------------------- |
| 2010 | While My Guitar Gently Weeps Guitar Heaven: The Greatest Guitar Classics of All Time | CH46 (2 Wo.)CH | Erstveröffentlichung: 24. August 2010 Santana feat. India Arie & Yo-Yo Ma |

Weitere Singles
- 1983: Bach/Prelude (UK: Silber)
- 1992: Hush Little Baby (mit Bobby McFerrin)

### Boxsets
- 2011: 30 Years outside the Box (enthält alle Aufnahmen, die Yo-Yo Ma für CBS und Sony Classical gemacht hat)[11]

## Auszeichnungen für Musikverkäufe
| Goldene Schallplatte - Kanada - 1997: für das Album Hush - Niederlande - 1995: für das Album Cello Concerto - Spanien - 2024: für die Single Bach/Prelude | 2× Platin-Schallplatte - Japan - 1999: für das Album Soul of the Tango: Music of Astor Piazzolla |

Anmerkung: Auszeichnungen in Ländern aus den Charttabellen bzw. Chartboxen sind in ebendiesen zu finden.
| Land/RegionAuszeichnungen für Musikverkäufe (Land/Region, Auszeichnungen, Verkäufe, Quellen) | Silber  | Gold     | Platin     | Verkäufe  | Quellen             |
| -------------------------------------------------------------------------------------------- | ------- | -------- | ---------- | --------- | ------------------- |
| Japan (RIAJ)                                                                                 | —       | —        | 2× Platin2 | 400.000   | riaj.or.jp          |
| Kanada (MC)                                                                                  | —       | Gold1    | —          | 50.000    | musiccanada.com     |
| Niederlande (NVPI)                                                                           | —       | Gold1    | —          | 15.000    | nvpi.nl             |
| Spanien (Promusicae)                                                                         | —       | Gold1    | —          | 30.000    | elportaldemusica.es |
| Vereinigte Staaten (RIAA)                                                                    | —       | 2× Gold2 | 2× Platin2 | 3.000.000 | riaa.com            |
| Vereinigtes Königreich (BPI)                                                                 | Silber1 | —        | —          | 200.000   | bpi.co.uk           |
| Insgesamt                                                                                    | Silber1 | 5× Gold5 | 4× Platin4 |           |                     |

## Auszeichnungen

### Grammys
- 1984: für Bach: Six Unaccompanied Cello Suites – Best Classical Performance-Instrumental Soloist(s) (with orchestra)
- 1985: für Elgar: Cello Concerto/Walton: Concerto For Cello & Orchestra – Best Classical Performance-Instrumental Soloist(s) (with orchestra)
- 1985: für Brahms: Sonatas for Cello and Piano – Best Chamber Music Performance
- 1986: für Beethoven: The Sonatas for Piano; Variations, WoO. 46; Variations, Op. 66 – Best Chamber Music Performance
- 1989: für Barber: Cello Concerto/Britten: Symphony For Cello – Best Classical Performance-Instrumental Soloist(s) (with orchestra)
- 1991: für Brahms: The Piano Quartets, Op.25 & Op.26, Op.60 – Best Chamber Music Performance
- 1992: für Prokofiev: Sinfonia Concertante/Tchaikovsky: Variations on a Rococo Theme/A – Best Classical Performance-Instrumental Soloist(s) (with orchestra)
- 1994: für The New York Album – Best Classical Performance-Instrumental Soloist(s) (with orchestra)
- 1995: für Brahms/Beethoven/Mozart: Clarinet Trios – Best Chamber Music Performance
- 1997: für Premiers – Best Classical Album + Best Classical Performance-Instrumental Soloist(s) (with orchestra)
- 1998: für Soul of the Tango: Music of Astor Piazzolla – Best Classical Crossover Album
- 2000: für Appalachian Journey – Best Classical Crossover Album
- 2003: für Obrigado Brazil – Best Classical Crossover Album
- 2009: für Yo-Yo Ma & Friends: Songs of Joy & Peace – Best Classical Crossover Album[12]
- 2012: für Goat Rodeo Sessions – Best Folk Album[12]
- 2016: für Sing Me Home – Best World Music Album[12]

### Weitere (Auswahl)
- 1993: Mitglied der American Academy of Arts and Sciences
- 1999: Mitglied der American Philosophical Society
- 1999: Glenn-Gould-Preis
- 2008: Ehrenmitglied der American Academy of Arts and Letters[13]
- 2011: Presidential Medal of Freedom, verliehen von Barack Obama[14]
- 2012: Polar Music Prize,[15] zusammen mit Paul Simon
- 2021: Praemium Imperiale
- 2022: Birgit-Nilsson-Preis[16]